# Wind Dancer
Wind Dancer il cui vero nome è Sofia Mantega, è un personaggio dei fumetti, creato da Nunzio DeFilippis e Christina Weir (testi), Keron Grant (disegni), pubblicato dalla Marvel Comics. La sua prima apparizione avviene in The New Mutants (seconda serie) n. 1 (luglio 2003).
È una giovane mutante, studentessa all'istituto Xavier, che in seguito agli eventi di Decimation perde i suoi poteri ed abbandona la scuola.

## Poteri e abilità
Sofia aveva la capacità di controllare con precisione e notevole potenza i movimenti dell'aria, ad esempio riusciva a generare forti correnti d'aria e intensi venti, farsi trasportare in volo dall'aria, far levitare altre persone o gli oggetti. Inoltre poteva usare il suo potere per comprimere l'aria ad una notevole durezza, così da poter colpire un avversario o ottenere effetti di attrito o di taglio. In maniera molto più precisa ha usato il suo potere sottilmente, ad esempio per amplificare piccole vibrazioni aeree, così da poter udire conversazioni molto distanti. Aveva acquisito anche la capacità di comprimere l'aria all'interno dell'orecchio di un avversario, disturbando così il suo sistema labirintico di equilibrio.